# Kurt Oppelt
Kurt Oppelt (Viena, Áustria, 18 de março de 1932 – Orlando, Estados Unidos, 16 de setembro de 2015) foi um patinador artístico austríaco que competiu em competições de duplas. Ele foi campeão olímpico em 1956 ao lado de Sissy Schwarz.

## Principais resultados

### Duplas com Sissy Schwarz
| Resultados                                            | Resultados      | Resultados        | Resultados        | Resultados       | Resultados      | Resultados    | Resultados    | Resultados    | Resultados    | Resultados    | Resultados    | Resultados    |
| Internacional                                         | Internacional   | Internacional     | Internacional     | Internacional    | Internacional   | Internacional | Internacional | Internacional | Internacional | Internacional | Internacional | Internacional |
| Evento/Temporada                                      | 1951– 1952      | 1952– 1953        | 1953– 1954        | 1954– 1955       | 1955– 1956      |               |               |               |               |               |               |               |
| ----------------------------------------------------- | --------------- | ----------------- | ----------------- | ---------------- | --------------- | ------------- | ------------- | ------------- | ------------- | ------------- | ------------- | ------------- |
| Jogos Olímpicos                                       | 9.º             |                   |                   |                  | Medalha de ouro |               |               |               |               |               |               |               |
| Campeonato Mundial                                    | 7.º             | 6.º               | Medalha de bronze | Medalha de prata | Medalha de ouro |               |               |               |               |               |               |               |
| Campeonato Europeu                                    | 7.º             | Medalha de bronze | Medalha de prata  |                  | Medalha de ouro |               |               |               |               |               |               |               |
| Nacional                                              |                 |                   |                   |                  |                 |               |               |               |               |               |               |               |
| Campeonato Austríaco                                  | Medalha de ouro | Medalha de ouro   | Medalha de ouro   | Medalha de ouro  | Medalha de ouro |               |               |               |               |               |               |               |
|                                                       |                 |                   |                   |                  |                 |               |               |               |               |               |               |               |
| Legenda: Competição não foi disputada nesta temporada |                 |                   |                   |                  |                 |               |               |               |               |               |               |               |

### Individual masculino
| Resultados                                                            | Resultados        | Resultados        | Resultados       | Resultados    | Resultados    | Resultados    | Resultados    | Resultados    | Resultados    | Resultados    | Resultados    | Resultados    |
| Internacional                                                         | Internacional     | Internacional     | Internacional    | Internacional | Internacional | Internacional | Internacional | Internacional | Internacional | Internacional | Internacional | Internacional |
| Evento/Temporada                                                      | 1950– 1951        | 1951– 1952        | 1952– 1953       |               |               |               |               |               |               |               |               |               |
| --------------------------------------------------------------------- | ----------------- | ----------------- | ---------------- | ------------- | ------------- | ------------- | ------------- | ------------- | ------------- | ------------- | ------------- | ------------- |
| Jogos Olímpicos                                                       |                   | 11.º              |                  |               |               |               |               |               |               |               |               |               |
| Campeonato Mundial                                                    |                   |                   | 11.º             |               |               |               |               |               |               |               |               |               |
| Campeonato Europeu                                                    |                   |                   | WD               |               |               |               |               |               |               |               |               |               |
| Nacional                                                              |                   |                   |                  |               |               |               |               |               |               |               |               |               |
| Campeonato Austríaco                                                  | Medalha de bronze | Medalha de bronze | Medalha de prata |               |               |               |               |               |               |               |               |               |
|                                                                       |                   |                   |                  |               |               |               |               |               |               |               |               |               |
| Legenda: WD = Abandonou; Competição não foi disputada nesta temporada |                   |                   |                  |               |               |               |               |               |               |               |               |               |